# Ezechiel Moreno Díaz
Svatý Ezechiel Moreno Díaz (9. dubna 1848 – 19. srpna 1906) byl člen řádu augustiniánů, biskup kolumbijské diecéze Pasto. Katolická církev jej uctívá jako světce.

## Život
Narodil se roku 1848 v Alfaro (Španělsko) v rodině krejčího. Po vzoru svého bratra vstoupil po škole do řádu bosých augustiniánů (ve Španělsku zvaných rekolekté). V září roku 1865 složil řeholní sliby. Představení jej vyslali na Filipíny, kde v roce 1871 byl vysvěcen na kněze. Následujících patnáct let působil na Filipínách ve farní duchovní správě.
Následně se vrátil do Španělska, kde jako novicmistr pečoval o augustiniánský řeholní dorost. V roce 1888 byl poslán do Kolumbie. Zde nejprve působil v komunitě místních augustiniánů, následně v roce 1893 byl ustanoven apoštolským vikářem, a v roce 1895 byl jmenován biskupem diecéze Pasto.
Jako biskup se velmi snažil o povznesení své diecéze, především prostřednictvím lidových misií. Pomáhal potřebným a psal knihy. V roce 1905 onemocněl rakovinou, a proto se vrátil do Španělska. V Madridu se podrobil neúspěšné operaci nádoru. Zemřel zanedlouho následkem rakoviny a celkovým vyčerpáním ve stejném klášteře, ve kterém kdysi složil řeholní sliby.